# Internationale Cricket-Saison 1996/97
Die internationale Cricket-Saison 1996/97 fand zwischen September 1996 und April 1997 statt. Als Wintersaison wurden vorwiegend Heimspiele der Mannschaften aus Südasien, der Karibik und Ozeanien ausgetragen.

## Überblick

### Internationale Touren
| Beginn            | Heimteam    | Auswärtsteam | Resultate | Resultate | Artikel |
| Beginn            | Heimteam    | Auswärtsteam | Test      | ODI       | Artikel |
| ----------------- | ----------- | ------------ | --------- | --------- | ------- |
| 10. Oktober 1996  | Indien      | Australien   | 1–0 [1]   |           | Artikel |
| 17. Oktober 1996  | Pakistan    | Simbabwe     | 1–0 [2]   | 3–0 [3]   | Artikel |
| 20. November 1996 | Indien      | Südafrika    | 2–1 [3]   | 1–0 [1]   | Artikel |
| 21. November 1996 | Pakistan    | Neuseeland   | 1–1 [2]   | 2–1 [3]   | Artikel |
| 22. November 1996 | Australien  | West Indies  | 3–2 [5]   |           | Artikel |
| 15. Dezember 1996 | Simbabwe    | England      | 0–0 [2]   | 0–3 [3]   | Artikel |
| 26. Dezember 1996 | Südafrika   | Indien       | 2–0 [3]   |           | Artikel |
| 24. Januar 1997   | Neuseeland  | England      | 0–2 [3]   | 2–2 [5]   | Artikel |
| 15. Februar 1996  | Simbabwe    | Indien       |           | 1–0 [1]   | Artikel |
| 28. Februar 1997  | Südafrika   | Australien   | 1–2 [3]   | 3–4 [7]   | Artikel |
| 6. März 1997      | West Indies | Indien       | 1–0 [5]   | 3–1 [4]   | Artikel |
| 7. März 1997      | Neuseeland  | Sri Lanka    | 2–0 [2]   | 1–1 [2]   | Artikel |
| 19. April 1997    | Sri Lanka   | Pakistan     | 0–0 [2]   |           | Artikel |

### Internationale Turniere
| Beginn             | Turnier                                            | Land                         |
| ------------------ | -------------------------------------------------- | ---------------------------- |
| 28. September 1996 | KCA Centenary Tournament 1996/97                   | Kenia                        |
| 17. Oktober 1996   | Titan Cup 1996/97                                  | Indien                       |
| 7. November 1996   | Singer Champions Trophy 1996/97                    | Vereinigte Arabische Emirate |
| 6. Dezember 1996   | Carlton & United Series 1996/97                    | Australien                   |
| 23. Januar 1997    | Standard Bank International One-Day Series 1996/97 | Südafrika                    |
| 3. April 1997      | Singer-Akai Cup 1996/97                            | Vereinigte Arabische Emirate |

### Internationale Touren (Frauen)
| Beginn           | Heimteam   | Auswärtsteam | Resultate | Artikel |
| Beginn           | Heimteam   | Auswärtsteam | WODI      | Artikel |
| ---------------- | ---------- | ------------ | --------- | ------- |
| 27. Januar 1997  | Neuseeland | Pakistan     | 2–0 [2]   | Artikel |
| 7. Februar 1997  | Australien | Pakistan     | 1–0 [1]   | Artikel |
| 13. Februar 1997 | Neuseeland | Australien   | 1–4 [5]   | Artikel |

## Nationale Meisterschaften
Aufgeführt sind die nationalen Meisterschaften der Full Member des ICC.
| Land                        | First-Class                  | List A                        |
| --------------------------- | ---------------------------- | ----------------------------- |
| Australien                  | Sheffield Shield 1996/97     | Mercantile Mutual Cup 1996/97 |
| Indien                      | Ranji Trophy 1996/97         | Ranji Trophy One Day 1996/97  |
| Duleep Trophy 1996/97       | Deodhar Trophy 1996/97       |                               |
| Irani Cup 1996/97           | Challenger Trophy 1996/97    |                               |
|                             | Wills Trophy 1996/97         |                               |
| Neuseeland                  | Shell Trophy 1996/97         | Shell Cup 1996/97             |
| Pakistan                    | Quaid-e-Azam Trophy 1996/97  | Wills Cup 1996/97             |
| PCB Patron’s Trophy 1996/97 |                              |                               |
| Simbabwe                    | Logan Cup 1996/1997          | Logan Cup One Day 1996/97     |
| Sri Lanka                   | Saravanamuttu Trophy 1996/97 | Hatna Trophy 1996/97          |
| Südafrika                   | SuperSport Series 1996/97    | Standard Bank League 1996/97  |
| UCB Bowl 1996/97            | Standard Bank Cup 1996/97    |                               |
| West Indies                 | Red Stripe Cup 1996/97       | Shell/Sandals Trophy 1996/97  |